# Indianapolis Colts 2019
La stagione 2019 degli Indianapolis Colts è stata la 67ª della franchigia nella National Football League, la 36ª ad Indianapolis, la seconda con Frank Reich come capo-allenatore e la terza sotto la dirigenza di Chris Ballard come general manager.
Per la prima volta dal 2011, il quarterback Andrew Luck non è stato parte della squadra, avendo annunciato il suo ritiro il 24 agosto 2019.
I Colts ebbero un solido inizio di stagione di 5–2, per poi perdere sei delle sette partite successive. Con la sconfitta nel quattordicesimo turno conto i Tampa Bay Buccaneers, i Colts non riuscirono migliorare il bilancio di 10–6 della stagione precedente nella quale erano riusciti a qualificarsi ai play-off per la prima volta dal 2014, cosa che non riuscirono a replicare dopo essere stati sconfitti nel turno successivo dai New Orleans Saints.

## Scelte nel Draft 2019
| Scelte dei Colts nel Draft 2019 |        |                 |       |                   |              |
| Giro                            | Scelta | Giocatore       | Ruolo | College           | Note         |
| 2                               | 34     | Rock Ya-Sin     | CB    | Temple            | Da NY Jets   |
| 2                               | 49     | Ben Banogu      | DE    | TCU               | Da Cleveland |
| 2                               | 59     | Parris Campbell | WR    | Ohio State        |              |
| 3                               | 89     | Bobby Okereke   | LB    | Stanford          |              |
| 4                               | 109    | Khari Willis    | S     | MSU               |              |
| 5                               | 144    | Marvell Tell    | S     | USC               | Da Cleveland |
| 5                               | 164    | E.J. Speed      | LB    | Tarleton State    |              |
| 6                               | 199    | Gerri Green     | DE    | Mississippi State |              |
| 7                               | 240    | Jackson Barton  | OT    | Utah              |              |
| 7                               | 246    | Javon Patterson | C     | Ole Miss          |              |

## Staff
| Staff degli Indianapolis Colts nel 2019 |
| --- |
| Organi dirigenziali - Proprietario – Jim Irsay - General manager – Chris Ballard - Assistente del general manager – Ed Dodds - Vicepresidente del personale giocatori – Vacante - Osservatore senior – Todd Vasvari - Direttore sportivo – Mike Bluem - Direttore del personale sportivo – Kevin Rogers Jr. - Direttore degli osservatori del college – Morocco Brown - Assistente del direttore degli osservatori del college – Matt Terpening - Assistente del direttore degli osservatori – Jon Shaw - Direttore dello sviluppo giocatori – Brian Decker Capo allenatore - Frank Reich Altri allenatori - Preparatore atletico – Rusty Jones - Scienze sportive e condizione – Ryan Poddell - Assistente p.a. – Richard Howell - Assistente p.a. – Doug McKenney - Assistente p.a. – Zane Fakes Allenatori dell'attacco - Coordinatore offensivo – Nick Sirianni - Quarterback – Marcus Brady - Running back – Tom Rathman - Wide receiver – Kevin Patullo - Tight end – Jason Michael - Offensive line – Chris Strausser - Assistente offensive line – Klayton Adams - Controllo qualità dell'attacco – Gunnard Twyner Allenatori della difesa - Coordinatore difensivo – Matt Eberflus - Defensive line – Mike Phair - Linebacker – Dave Borgonzi - Cornerback – Jonathan Gannon - Safety – Alan Williams - Controllo qualità della difesa – David Overstreet II Allenatori dello special team - Coordinatore dello special team – Bubba Ventrone - Assistente dello special team – Franky Ross |

## Roster
| Roster degli Indianapolis Colts nel 2019 |
| --- |
| Quarterback - 7 Jacoby Brissett - 2 Brian Hoyer - 6 Chad Kelly Running Back - 25 Marlon Mack - 21 Nyheim Hines - 20 Jordan Wilkins - 33 Jonathan Williams Wide Receiver - 13 T.Y. Hilton - 14 Zach Pascal - 86 Dontrelle Inman - 83 Marcus Johnson - 16 Ashton Dulin - 11 Chad Williams Tight End - 84 Jack Doyle - 81 Mo Alie-Cox Offensive Linemen - 74 Anthony Castonzo T - 62 Le'Raven Clark T - 72 Braden Smith T - 56 Quenton Nelson G - 73 Joe Haeg G - 64 Mark Glowinski G - 60 Jake Eldrenkramp G - 78 Ryan Kelly C - 63 Josh Andrews C Defensive Linemen - 99 Justin Houston DE - 93 Jabaal Sheard DE - 97 Al-Quadin Muhammad DE - 52 Ben Banogu DE - 92 Margus Hunt DT - 96 Denico Autry DT - 90 Grover Stewart DT - 94 Tyquan Lewis DT - 91 Trevon Coley DT Linebacker - 53 Darius Leonard OLB - 49 Matthew Adams OLB - 45 E.J. Speed OLB - 44 Zaire Franklin OLB - 50 Anthony Walker MLB - 58 Bobby Okereke MLB - 55 Skai Moore MLB Defensive Back - 23 Kenny Moore CB - 35 Pierre Desir CB - 31 Quincy Wilson CB - 34 Rock Ya-Sin CB - 39 Marvell Tell CB - 28 Briean Boddy-Calhoun CB - 29 Malik Hooker FS - 30 George Odum FS - 26 Clayton Geathers SS - 37 Khari Willis SS Special Team - 46 Luke Rhodes LS - 8 Rigoberto Sanchez P - 5 Chase McLaughlin K Lista delle riserve - 10 Daurice Fountain WR (IR) - 3 Steve Ishmael WR (IR) - 17 Devin Funchess WR (IR) - 80 Chester Rogers WR (IR) - 15 Parris Campbell WR (IR) - 48 Billy Brown TE (IR) - 85 Eric Ebron TE (IR) - 65 Javon Patterson C (IR) - 79 Jegs Jegede DE (IR) - 57 Kemoko Turay DE (IR) - 38 Isaiah Johnson S (IR) - 48 Kai Nacua S (IR) - 42 Rolan Milligan S (IR) - 4 Adam Vinatieri K (IR) Squadra di allenamento - 41 Darius Jackson RB - 9 Malik Henry WR - 48 Ian Bunting TE - 68 Cedrick Lang OT - 67 Travis Vornkahl OT - 95 Gerri Green DE - 76 Roderick Young DT - 38 Picasso Nelson CB - 36 Jackson Porter CB 53 attivi, 14 inattivi, 9 nella squadra di allenamento |
| Legenda - I rookie sono in corsivo. - Il primo ruolo è il principale mentre gli eventuali successivi indicano i ruoli secondari. - (IR) sta per Injured Reserve ed indica la lista ristretta per un solo giocatore infortunato che può tornare ad allenarsi dopo la settimana 6 e a rientrare in prima squadra dopo che questa ha giocato 8 partite. - (NF-Inj.) / (NF-Ill.) stanno rispettivamente per Non-Football Injured e Non-Football Illness ed indicano le liste dove viene inserito un giocatore che ha un infortunio o una malattia non dipendente dal football americano. - (PUP) sta per Physically Unable to Perform ed indica la lista dove viene inserito un giocatore mentre è in attesa di recuperare la condizione fisica. Nella stagione regolare dopo la sesta partita giocata dalla propria squadra, il giocatore ha tempo tre settimane per riprendere ad allenarsi, più tre settimane aggiuntive dal suo rientro agli allenamenti per rientrare in prima squadra. |

## Precampionato
Il 24 agosto la squadra fu scossa dalla notizia del ritiro da parte del franchise quarterback Andrew Luck a causa dei cronici infortuni e dello stato emotivo e mentale che ne derivò. Il quarterback aveva a che fare con un misterioso e lento a guarire infortunio alla gamba, descritto dalla squadra prima come un "affaticamento del polpaccio" e poi come un "problema alla parte alta della caviglia".
Dopo una carriera lunga sette anni con quattro convocazioni al Pro Bowl, Luck dichiarò che iniziò a pensare al ritiro una settimana e mezza-due settimane prima della sua decisione e che ne discusse al riguardo con la dirigenza della squadra. Nella conferenza stampa dopo la terza partita di precampionato contro i Chicago Bears (durante la quale la notizia del suo ritiro divenne pubblica) Luck disse che i continui infortuni gli hanno "tolto la gioia di giocare... Dopo il 2016, giocando dolorante e senza potermi allenare, mi promisi che non mi sarei più sottoposto a una cosa simile".
I Colts dunque promossero Jacoby Brissett, ex New England Patriots e con la squadra da tre stagioni, a quarterback titolare per l'inizio della stagione regolare.
| Precampionato |       |                       |           |        |                    |      |         |
| Settimana     | Data  | Avversario            | Risultato | Record | Stadio             | TV   | Sintesi |
| 1             | 08/08 | at Buffalo Bills      | S 16–24   | 0–1    | New Era Field      | WXIN | Sintesi |
| 2             | 17/08 | Cleveland Browns      | S 18–21   | 0–2    | Lucas Oil Stadium  | WXIN | Sintesi |
| 3             | 24/08 | Chicago Bears         | S 17–27   | 0–3    | Lucas Oil Stadium  | WXIN | Sintesi |
| 4             | 29/08 | at Cincinnati Bengals | V 13–6    | 1–3    | Paul Brown Stadium | WXIN | Sintesi |

## Stagione regolare

### Calendario
| Stagione regolare |                     |                         |                     |                     |                            |                     |                     |
| Settimana         | Data                | Avversario              | Risultato           | Record              | Stadio                     | TV                  | Sintesi             |
| 1                 | 08/09               | at Los Angeles Chargers | S 24–30 (DTS)       | 0–1                 | Dignity Health Sports Park | CBS                 | Sintesi             |
| 2                 | 15/09               | at Tennessee Titans     | V 19–17             | 1–1                 | Nissan Stadium             | CBS                 | Sintesi             |
| 3                 | 22/09               | Atlanta Falcons         | V 27–24             | 2–1                 | Lucas Oil Stadium          | CBS                 | Sintesi             |
| 4                 | 29/09               | Oakland Raiders         | S 24–31             | 2–2                 | Lucas Oil Stadium          | CBS                 | Sintesi             |
| 5                 | 06/10               | at Kansas City Chiefs   | V 19–13             | 3–2                 | Arrowhead Stadium          | NBC                 | Sintesi             |
| 6                 | Settimana di riposo | Settimana di riposo     | Settimana di riposo | Settimana di riposo | Settimana di riposo        | Settimana di riposo | Settimana di riposo |
| 7                 | 20/10               | Houston Texans          | V 30–23             | 4–2                 | Lucas Oil Stadium          | CBS                 | Sintesi             |
| 8                 | 27/10               | Denver Broncos          | V 15–13             | 5–2                 | Lucas Oil Stadium          | CBS                 | Sintesi             |
| 9                 | 03/11               | at Pittsburgh Steelers  | S 24–26             | 5–3                 | Heinz Field                | CBS                 | Sintesi             |
| 10                | 10/11               | Miami Dolphins          | S 12–16             | 5–4                 | Lucas Oil Stadium          | CBS                 | Sintesi             |
| 11                | 17/11               | Jacksonville Jaguars    | V 33–13             | 6–4                 | Lucas Oil Stadium          | CBS                 | Sintesi             |
| 12                | 21/11               | at Houston Texans       | S 17–20             | 6–5                 | NRG Stadium                | Fox/NFLN/Amazon     | Sintesi             |
| 13                | 01/12               | Tennessee Titans        | S 17–31             | 6–6                 | Lucas Oil Stadium          | CBS                 | Sintesi             |
| 14                | 08/12               | at Tampa Bay Buccaneers | S 35–38             | 6–7                 | Raymond James Stadium      | CBS                 | Sintesi             |
| 15                | 16/12               | at New Orleans Saints   | S 7–34              | 6–8                 | Mercedes-Benz Superdome    | ESPN                | Sintesi             |
| 16                | 22/12               | Carolina Panthers       | V 38–6              | 7–8                 | Lucas Oil Stadium          | Fox                 | Sintesi             |
| 17                | 29/12               | at Jacksonville Jaguars | S 20–38             | 7–9                 | TIAA Bank Field            | CBS                 | Sintesi             |

Note
- Gli avversari della propria division sono in grassetto.

### Classifiche

#### Division
| AFC South            | AFC South | AFC South | AFC South | AFC South | AFC South | AFC South | AFC South | AFC South |
| vedi • disc. • mod.  | V         | S         | P         | PCT       | DIV       | CONF      | PF        | PS        |
| -------------------- | --------- | --------- | --------- | --------- | --------- | --------- | --------- | --------- |
| Houston Texans       | 10        | 6         | 0         | .625      | 4–2       | 8–4       | 293       | 271       |
| Tennessee Titans     | 9         | 7         | 0         | .563      | 3–3       | 7–5       | 276       | 234       |
| Indianapolis Colts   | 7         | 9         | 0         | .438      | 3–3       | 5–7       | 261       | 257       |
| Jacksonville Jaguars | 6         | 10        | 0         | .375      | 2–4       | 6–6       | 220       | 292       |
|                      |           |           |           |           |           |           |           |           |
|                      |           |           |           |           |           |           |           |           |

#### Conference
| American Football Conference           | American Football Conference | American Football Conference | American Football Conference | American Football Conference | American Football Conference | American Football Conference | American Football Conference | American Football Conference | American Football Conference | American Football Conference |
| Pos.                                   | Squadra                      | Division                     | V                            | S                            | P                            | PCT                          | DIV                          | CONF                         | SOS                          | SOV                          |
| Capolista di Division                  | Capolista di Division        | Capolista di Division        | Capolista di Division        | Capolista di Division        | Capolista di Division        | Capolista di Division        | Capolista di Division        | Capolista di Division        | Capolista di Division        | Capolista di Division        |
| -------------------------------------- | ---------------------------- | ---------------------------- | ---------------------------- | ---------------------------- | ---------------------------- | ---------------------------- | ---------------------------- | ---------------------------- | ---------------------------- | ---------------------------- |
| 1                                      | Baltimore Ravens             | North                        | 14                           | 2                            | 0                            | .875                         | 5–1                          | 10–2                         | .400                         | .356                         |
| 2                                      | Kansas City Chiefs           | West                         | 12                           | 4                            | 0                            | .750                         | 6–0                          | 9–3                          | .436                         | .414                         |
| 3                                      | New England Patriots         | East                         | 12                           | 4                            | 0                            | .750                         | 5-1                          | 8-4                          | .549                         | .507                         |
| 4                                      | Houston Texans               | South                        | 10                           | 6                            | 0                            | .625                         | 4-2                          | 8-4                          | .441                         | .459                         |
| Wild Card                              |                              |                              |                              |                              |                              |                              |                              |                              |                              |                              |
| 5                                      | Buffalo Bills                | East                         | 10                           | 6                            | 0                            | .625                         | 3-3                          | 7-5                          | .330                         | .214                         |
| 6                                      | Tennessee Titans             | South                        | 9                            | 7                            | 0                            | .563                         | 3-3                          | 7-5                          | .539                         | .452                         |
| In corsa per i play-off                |                              |                              |                              |                              |                              |                              |                              |                              |                              |                              |
| 7                                      | Pittsburgh Steelers          | North                        | 8                            | 8                            | 0                            | .500                         | 3-3                          | 6-6                          | .481                         | .336                         |
| 8                                      | Denver Broncos               | West                         | 7                            | 9                            | 0                            | .438                         | 3-3                          | 6-6                          | .554                         | .353                         |
| 9                                      | Oakland Raiders              | West                         | 7                            | 9                            | 0                            | .438                         | 3-3                          | 5-7                          | .451                         | .404                         |
| 10                                     | Indianapolis Colts           | South                        | 7                            | 9                            | 0                            | .438                         | 3-3                          | 5-7                          | .630                         | .575                         |
| 11                                     | New York Jets                | East                         | 7                            | 9                            | 0                            | .438                         | 2-4                          | 4-8                          | .485                         | .275                         |
| 12                                     | Jacksonville Jaguars         | South                        | 6                            | 10                           | 0                            | .375                         | 2-4                          | 6-6                          | .500                         | .500                         |
| 13                                     | Cleveland Browns             | North                        | 6                            | 10                           | 0                            | .375                         | 3-3                          | 6-6                          | .544                         | .419                         |
| 14                                     | Los Angeles Chargers         | West                         | 5                            | 11                           | 0                            | .313                         | 0-6                          | 3-9                          | .490                         | .300                         |
| 15                                     | Miami Dolphins               | East                         | 5                            | 11                           | 0                            | .313                         | 2-4                          | 4-8                          | .554                         | .450                         |
| 16                                     | Cincinnati Bengals           | North                        | 2                            | 14                           | 0                            | .125                         | 1-5                          | 2-10                         | .639                         | .000                         |
| Criteri di spareggio                   |                              |                              |                              |                              |                              |                              |                              |                              |                              |                              |
| 1.                                     |                              |                              |                              |                              |                              |                              |                              |                              |                              |                              |
| Legenda                                |                              |                              |                              |                              |                              |                              |                              |                              |                              |                              |
| w — wild card ottenuta                 |                              |                              |                              |                              |                              |                              |                              |                              |                              |                              |
| x — partecipazione ai playoff ottenuta |                              |                              |                              |                              |                              |                              |                              |                              |                              |                              |
| y — campioni di division               |                              |                              |                              |                              |                              |                              |                              |                              |                              |                              |
| z — salto del primo turno di play-off  |                              |                              |                              |                              |                              |                              |                              |                              |                              |                              |
| * — vantaggio del campo ottenuto       |                              |                              |                              |                              |                              |                              |                              |                              |                              |                              |

## Premi

### Premi settimanali e mensili
- Marlon Mack:

running back della settimana 1
running back della settimana 11
- Justin Houston:

difensore della AFC della settimana 5
- Jacoby Brissett:

giocatore offensivo della AFC della settimana 7
- Adam Vinatieri:

giocatore degli special team della AFC della settimana 8
- Nyheim Hines:

giocatore degli special team della AFC della settimana 16